# MOS Technology 6510

Zapojení vývodů mikroprocesoru 6510 CPU (vývod /RDY je chybně označen /HALT)

MOS Technology 6510 je následník velice úspěšného mikroprocesoru 6502 společnosti MOS Technology, Inc.
Hlavní změnou oproti 6502 bylo přidání paralelního I/O portu (v nejrozšířenější verzi bylo dostupných pouze 6 I/O pinů) a třístavová adresní sběrnice.

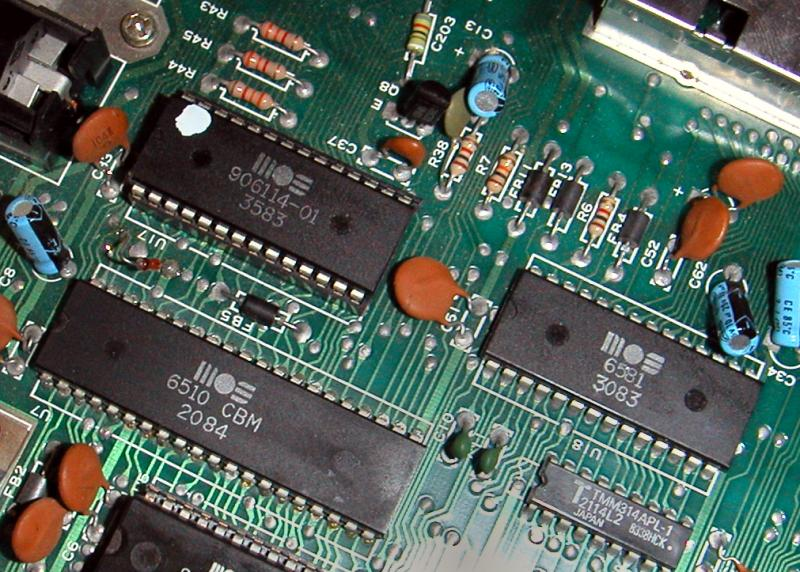
6510 na desce počítače Commodore 64 (DIP pouzdro se 40 vývody vlevo dole). Obvod vpravo je zvukový obvod 6581 SID. Poslední číslo na obvodech je týden a rok výroby (TTRR).

Procesor 6510 se používal hlavně v mnoha verzích domácích počítačích Commodore 64, ve kterých přidaný port sloužil pro přepínání paměťových bank a ovládání motorku kazetového magnetofonu.

## Modifikace
V roce 1985 společnost MOS vyráběla procesor 6510 v provedení HMOS pod označením 8500. I když šlo o procesor vyráběný jinou výrobní technologií, funkčně se shodoval s provedením 6510 NMOS. 8500 byl navržen pro modernizovaný C64C. Od roku 1987 se vyráběla upravená základní deska právě s čipovou sadou 85XX.
Dalšími variantami byly 7501/8501, které byly použity ve verzích Commodore 16, C116 a Plus/4 a dále 2MHz verze 8502, později použitá pro Commodore 128. Tyto procesory byly vzájemně kompatibilní.
Řada procesorů 65XX našla uplatnění také v periferiích. Disketová jednotka Commodore 1551 obsahovala obvod 6510T, což byl upravený mikroprocesor 6510 s osmi I/O linkami, který neměl vývody NMI a RDY.